# Svetovni pokal v smučarskih poletih 2010
Svetovni pokal v smučarskih poletih 2010 je bila trinajsta uradna sezona svetovnega pokala v smučarskih poletih nagrajena z malim globusom kot del iste sezone svetovnega pokala v smučarskih skokih.

## Koledar

### Moški
| Št. | Sezona | Datum           | Kraj                     | Letalnica                          | Vel. | Zmagovalec            | Drugi          | Tretji              | Rumena majica  | Ref.  |
| --- | ------ | --------------- | ------------------------ | ---------------------------------- | ---- | --------------------- | -------------- | ------------------- | -------------- | ----- |
| 76  | 1      | 9. januar 2010  | Tauplitz/Bad Mitterndorf | Kulm HS200                         | LE   | Robert Kranjec        | Simon Ammann   | Martin Koch         | Robert Kranjec | [ 2 ] |
| 77  | 2      | 10. januar 2010 | Tauplitz/Bad Mitterndorf | Kulm HS200                         | LE   | Gregor Schlierenzauer | Robert Kranjec | Harri Olli          | Robert Kranjec | [ 3 ] |
| 78  | 3      | 31. januar 2010 | Oberstdorf               | Heini-Klopfer-Skiflugschanze HS213 | LE   | Anders Jacobsen       | Robert Kranjec | Johan Remen Evensen | Robert Kranjec | [ 4 ] |

### Ekipno
| Št. | Sezona | Datum           | Kraj       | Letalnica                          | Vel. | Zmagovalec                                                                       | Drugi                                                                     | Tretji                                                      | Rumena majica | Ref.  |
| --- | ------ | --------------- | ---------- | ---------------------------------- | ---- | -------------------------------------------------------------------------------- | ------------------------------------------------------------------------- | ----------------------------------------------------------- | ------------- | ----- |
| 9   | 1      | 30. januar 2010 | Oberstdorf | Heini-Klopfer-Skiflugschanze HS213 | LE   | AvstrijaMartin Koch · Andreas Kofler · Wolfgang Loitzl · Gregor Schlierenzauer · | NorveškaJohan Remen Evensen Tom Hilde Anders Jacobsen Bjørn Einar Romøren | FinskaMatti Hautamäki Kalle Keituri Janne Ahonen Harri Olli | Avstrija      | [ 5 ] |

## Lestvica
| Uvr. | po 3 tekmah             | 09/01/2010 Kulm | 10/01/2010 Kulm | 31/01/2010 Oberstdorf | Skupaj |
| ---- | ----------------------- | --------------- | --------------- | --------------------- | ------ |
| 1    | Robert Kranjec          | 100             | 80              | 80                    | 260    |
| 2    | Gregor Schlierenzauer   | 45              | 100             | 36                    | 181    |
| 3    | Simon Ammann            | 80              | 45              | 50                    | 175    |
| 4    | Martin Koch             | 60              | 50              | 45                    | 155    |
| 5    | Anders Jacobsen         |                 | 20              | 100                   | 120    |
| 6    | Antonín Hájek           | 50              | 36              | 32                    | 118    |
| 7    | Johan Remen Evensen     | 26              | 29              | 60                    | 115    |
| 8    | Adam Małysz             | 36              | 32              | 40                    | 108    |
| 9    | Wolfgang Loitzl         | 32              | 40              | 26                    | 98     |
| 10   | Janne Ahonen            | 29              | 22              | 24                    | 75     |
| 11   | Michael Uhrmann         | 18              | 24              | 29                    | 71     |
| 12   | Andreas Kofler          | 40              | 26              |                       | 66     |
| 13   | Harri Olli              |                 | 60              |                       | 60     |
| 14   | Michael Neumayer        | 13              | 10              | 20                    | 43     |
|      | Stefan Thurnbichler     | 16              | 14              | 12                    | 42     |
| 16   | Matti Hautamäki         | 14              | 12              | 16                    | 42     |
| 17   | Emmanuel Chedal         | 15              | 9               | 15                    | 39     |
| 18   | Thomas Morgenstern      | 22              | 16              |                       | 38     |
| 19   | Borek Sedlák            | 2               | 15              | 18                    | 35     |
| 20   | Bjørn Einar Romøren     | 24              | 8               |                       | 32     |
|      | Tom Hilde               | 11              | 7               | 14                    | 32     |
| 22   | Andrea Morassi          | 9               | 18              |                       | 27     |
| 23   | Łukasz Rutkowski        | 20              | 6               |                       | 26     |
| 24   | David Zauner            |                 |                 | 22                    | 22     |
| 25   | Kalle Keituri           | 12              |                 | 9                     | 21     |
|      | Pascal Bodmer           | 10              | 11              |                       | 21     |
| 27   | Denis Kornilov          | 7               |                 | 13                    | 20     |
| 28   | Lukas Müller            | 6               | 13              |                       | 19     |
| 29   | Vegard Haukø Sklett     |                 |                 | 11                    | 11     |
| 30   | Jurij Tepeš             |                 |                 | 10                    | 10     |
| 31   | Severin Freund          |                 |                 | 8                     | 8      |
|      | Mitja Mežnar            | 8               |                 |                       | 8      |
|      | Anders Bardal           |                 |                 | 8                     | 8      |
| 34   | Jernej Damjan           | 4               |                 | 3                     | 7      |
|      | Krzysztof Miętus        | 3               | 4               |                       | 7      |
| 36   | Andreas Küttel          |                 |                 | 6                     | 6      |
| 37   | Sebastian Colloredo     | 5               |                 |                       | 5      |
|      | Maximilian Mechler      |                 |                 | 5                     | 5      |
|      | Janne Happonen          |                 | 5               |                       | 5      |
| 40   | Jan Matura              |                 |                 | 5                     | 4      |
|      | Andreas Wank            | 1               | 3               |                       | 4      |
| 42   | Stefan Hula             |                 | 2               |                       | 2      |
|      | incent Descombes Sevoie |                 |                 | 2                     | 2      |
| 44   | Marcin Bachleda         |                 | 1               |                       | 1      |
|      | Kazuya Yoshioka         |                 |                 | 1                     | 1      |

| Uvr. | po 4 tekmah | Točke |
| ---- | ----------- | ----- |
| 1    | Avstrija    | 1021  |
| 2    | Norveška    | 668   |
| 3    | Finska      | 503   |
| 4    | Slovenija   | 485   |
| 5    | Nemčija     | 402   |
| 6    | Češka       | 307   |
| 7    | Poljska     | 244   |
| 8    | Švica       | 181   |
| 9    | Japonska    | 51    |
| 10   | Francija    | 41    |
| 11   | Italija     | 32    |
| 12   | Rusija      | 20    |